# Bubù
Bubù è un film del 1971 diretto da Mauro Bolognini.
Si tratta della trasposizione, ambientata nell'Italia di fine '800 (1897), del romanzo Bubu de Montparnasse di Charles-Louis Philippe.

## Trama
Luigi Bertò, detto Bubù, è un lavorante di forneria, di bell'aspetto, che decide di abbandonare il lavoro per farsi mantenere dalla fidanzata Berta, dopo averla convinta ad abbandonare la famiglia d'origine per trasferirsi da lui.
Seguendo il cammino intrapreso anni prima dalla sorella Bianca, Berta si prostituisce per mantenere il suo protettore e, durante tale attività, incontra il giovane e timido studente Piero che di lei si innamora. 
Contratta la sifilide, Berta viene ricoverata in ospedale, dopo aver contagiato sia Piero che Luigi. 
Lo spettro della sifilide aleggia sull'intera opera, che è intrisa dell'emotività ambigua tipica dell'ambiente della prostituzione.
La figura dei protettori (chiamati "macrò" e "rocheté" in milanese) risulta disgustosa, ma non scevra da improvvisi gesti d'affetto verso le prostitute (emblematiche le scene al ristorante, occasione in cui viene cantato il motivetto salace "Si la do"). 
La situazione dei personaggi si fa sempre più critica: Berta viene ricoverata all'ospedale senza più speranze, mentre Bubù, rimasto senza "mezzi di sussistenza", pur sconsigliato dall'esperto Giulio, cerca di arrangiarsi rubando, ma viene ferito, arrestato e messo in galera.
Uscita dall'ospedale, Berta inizia con difficoltà una nuova vita con Piero, lontana dalla prostituzione. Appare chiaro che la ragazza, pur desiderosa di normalità, soffre la noia della vita borghese e, tutto sommato, rimpiange l'altalena emotiva del rapporto con Bubù. Tutto sembra comunque andare verso una tranquilla risoluzione, ma dopo la sua scarcerazione, Luigi torna a farsi vivo, costringendo Berta nuovamente al marciapiede, senza che l'arrendevole Piero abbia il coraggio di opporsi: minacciato col coltello alla gola da Giulio, gli viene fatto capire che il mondo borghese e quello della malavita ("ligéra" in milanese) non possono convivere.